# Maria Teresa Turell i Julià
Maria Teresa Turell i Julià (Barcelona, 1949 – Barcelona, 24 d'abril de 2013) fou una lingüista catalana, catedràtica de Lingüística Anglesa del Departament de Traducció i Ciències del Llenguatge (Universitat Pompeu Fabra), 1994-2013 i directora del Laboratori de Lingüística Forense, de l'Institut de Lingüística Aplicada (IULA) de la Universitat Pompeu Fabra. Presidí la International Association of Forensic Linguists (IAFLM) des de 2011. Creadora i directora acadèmica del Màster universitari en Lingüística Forense, essent la primera persona espanyola en aquest àmbit, desenvolupat conjuntament pel IDEC-UPF i el IULA.

## Biografia
Llicenciada en Filosofia i lletres (Filologia Anglesa) l'any 1973 per la Universitat de Barcelona. Màster en Lingüística i ensenyament de l'anglès l'any 1975 per la University of Leeds. Doctora en Filologia Catalana per la Universitat de Barcelona l'any 1981 i Màster en Lingüística Forense l'any 2008 per la Universitat Pompeu Fabra. Catedràtica de Filologia Anglesa de la Universitat de Barcelona (1986-1992) i de la Universitat Rovira i Virgili (1992-1994). Des de 1994 fins a la seva mort va ser Catedràtica de Lingüística Anglesa a la Universitat Pompeu Fabra. Responsable del grup UVAL de l'Institut Universitari de Lingüística Aplicada de la Universitat Pompeu Fabra des de l'any 2001, i directora del ForensicLab des de l'any 2003. Directora acadèmica del Màster en Lingüística Forense IDEC-IULA de la Universitat Pompeu Fabra des de l'any 2005. Consultora associada del Centre for Forensic Linguistics (Aston University) des de l'any 2008.

## Camps d'investigació
La sociolingüística variacionista o sociolingüística de la variació penetra en l'estat espanyol gràcies al lingüista alacantí Francisco Gimeno, qui dirigeix i guia les tesis doctorals de Brauli Montoya i Antoni Mas sobre el canvi lingüístic des d'un punt de vista sincrònic i diacrònic (sociolingüística històrica). Paral·lelament Maria Teresa Turell des de la Universitat de Barcelona i posteriorment des de la Universitat Rovira i Virgili, es rodejà d'un grup de col·laboradors que treballaren especialment en la perspectiva sincrònica, inspirades en la teoria i metodologia variacionistes (Arturo, Pradilla, González, Forcadell). La publicació l'any 1995 del llibre La sociolingüística de la variació donà a conèixer part d'aquests treballs i va fer que aquest terme fos conegut a Catalunya. La sociolingüística de la variació estudia els fenòmens lingüístics en el seu context social, la proposta bàsica d'aquesta disciplina és afirmar, demostrar i explicar la variabilitat de la llengua. La sociolingüística de la variació descriu les regles socials i lingüístiques que prescriuen l'ús d'una llengua i explicar els mecanismes que demostrarien el canvi lingüístic.
Maria Teresa Turell treballà en l'àmbit de la lingüística forense, que es pot definir de forma general com la relació entre llengua i llei. Aquesta disciplina inclou una sèrie d'àmbits d'investigació com: l'ús d'informació lingüística oral i escrita per identificar parlants o escriptors d'una determinada varietat, registre o estil; anàlisi de la imitació de la signatura i de la producció de textos amb finalitats criminals; establiment de l'autoria, tant de textos orals o escrits, i determinació de plagi; comprensió lectora de textos legals; discurs legal i judicial; interpretació i traducció legal i judicial en contextos multilingües.

## Llibres
En anglès
- (1983). No One-to-One in Grammar. Barcelona: Edicions de la Universitat de Barcelona, 1983.
- (et al.) (2000). The LIDES coding manual, The International Journal of Bilingualism, Special Issue. London : Kingston Press, 4 (2), 2000.
- Amb Corcoll C. (2000). “The effect of individual pragmatic and socio-collective factors in code-switching directionality. The case of reformulation”. En: Proceedings of the 22nd International Conference of AEDEAN. Lleida: Universitat de Lleida, Departament d'Anglès i Lingüística, 2000. 225-230.
- (ed.). (2001). Multilingualism in Spain. Clevedon: Multilingual Matters, 2001.
- Amb Spassova, M.; Cicres, J. (ed.). (2007). Proceedings of the 2nd European IAFL Conference on Forensic Linguistics / Language and the Law. Barcelona: Institut Universitari de Lingüística Aplicada. Universitat Pompeu Fabra; Documenta Universitaria, 2007.
- Amb Gibbons, J.(eds.). (2008). Dimensions of Forensic Linguistics. Amsterdam/Philadelphia: John Benjamins, 2008.

En català
- (1984) Elements per a la recerca sociolingüística a Catalunya. El comportament lingüístic a l'àmbit laboral. Barcelona: Edicions 62, 1984.
- (ed.). (1995). La sociolingüística de la variació. Barcelona: PPU, 1995.
- Amb Estopà, R.; Martí, J. (ed.) (2004). Ciències del llenguatge i lingüística aplicada: cicle de conferències 01-03. Barcelona: Institut Universitari de Lingüística Aplicada. Universitat Pompeu Fabra; Documenta Universitaria, 2004.

En castellà
- (ed.) (1990) Nuevas Corrientes Lingüísticas. Aplicación a la Descripción del Inglés. Revista Española de Lingüística Aplicada. Anejo I. Granada, 1990.
- (ed.). (2005). Lingüística forense, lengua y derecho. Conceptos, métodos y aplicaciones. Barcelona: Institut Universitari de Lingüística Aplicada. Universitat Pompeu Fabra; Documenta Universitaria, 2005.
- (ed.). (2007). El Plurilingüismo en España. Barcelona: Institut Universitari de Lingüística Aplicada. Universitat Pompeu Fabra; Documenta Universitaria, 2007. ISBN 978-84-96742-17-8
- (2010). Los retos de la lingüística forense en el siglo XXI. In Memoriam Enrique Alcaraz Varó. Alacant: Instituto Universitario de Lenguas Modernas Aplicadas (IULMA); Departamento de Filología Inglesa (Universitat d'Alacant), 2010[11]